# Voo Air France 4590
O Voo Air France 4590 correspondia a um voo regular da companhia Air France, de Paris a Nova Iorque, feito com uma aeronave modelo Concorde.
O dia 25 de julho de 2000 ficou marcado na história aeronáutica pela ocorrência de um acidente envolvendo essa rota. Um vazamento de combustível devido à ruptura do tanque n.º 5 provocou um grande incêndio sob a asa esquerda da aeronave. Depois de uma sequência de falhas, a aeronave não conseguiu ganhar altitude e caiu instantes depois da decolagem.
Após o acidente, o Concorde sofreu algumas modificações e 15 meses depois do acidente ele voltou ao serviço de passageiros. Porém, em 10 de abril de 2003, Air France e British Airways decidiram juntas encerrar os voos comerciais do Concorde. A Air France encerrou os voos do Concorde em 31 de maio de 2003 enquanto que a British Airways encerrou os voos em 24 de outubro de 2003.

## Aeronave
Foi fabricada em 1974 pelo consórcio entre a britânica BAC-British Aircraft Corporation e a francesa Aérospatiale. A BAC foi extinta em 1999, passando a integrar a BAE Systems e a Aérospatiale foi extinta em 2000 passando a integrar o grupo EADS.
A aeronave tinha o número de série 203 e foi produzida na unidade da Aérospatiale, em Toulouse, França. Seu primeiro voo pós-produção foi em 31 de janeiro de 1975.
Foi adquirida pela Aérospatiale em 28 de maio de 1975, que a registrou como F-BTSC e arrendada pela Air France de 6 de janeiro de 1976 a 8 de dezembro de 1976, retornando nesta data para a Aérospatiale. Em 11 de junho de 1979 foi novamente arrendada pela Air France, que a comprou da Aérospatiale em 23 de outubro de 1980.
Na data do acidente a aeronave tinha 25,5 anos de uso, sendo quase 20 anos de propriedade da Air France. Seu Certificado de Aeronavegabilidade havia sido emitido em 23 de dezembro de 1975, com validade até 29 de setembro de 2002. Até a data do acidente, a aeronave estava com 11 989 horas de voo e 4 873 ciclos. A última revisão geral havia sido concluída em 1 de outubro de 1999 e desde então acumulava 576 horas de voo e 181 ciclos.  
Entre 17 e 21 de julho de 2000, passou por uma manutenção no trem de pouso esquerdo e depois disso já havia realizado quatro voos entre 21 e 24 de julho. Algumas manutenções de rotina foram realizadas neste período.
A aeronave acidentada, de matrícula F-BTSC estava inicialmente planejada para ser reserva no dia 25 de julho. Uma outra, de matrícula F-BVFA estava destinada a realizar o voo pela manhã e uma terceira, F-BVFC, realizaria o voo 4590 à tarde. Por razões de manutenção, houve uma inversão entre F-BVFA e F-BVFC, ou seja, a F-BVFA realizaria o voo da tarde. Esta, porém, foi impedida de realizar o voo e substituída pela reserva F-BTSC que, antes do voo, precisou passar por uma manutenção: troca de um motor pneumático acionador do sistema de exaustão do motor nº 2. A aeronave foi então aprovada para o voo. 

## Acidente
No aeroporto Charles de Gaulle em Paris, França, o Concorde que realizaria o voo 4590 da Air France, com 109 pessoas a bordo, espera a autorização para decolar rumo a Nova Iorque, após o reparo do motor nº 2 (asa esquerda).
Às 14h42 (UTC), a tripulação é autorizada a decolar e inicia a rolagem pela pista nº 26. Às 14h43, a aeronave decola e instantes depois, a torre comunica à tripulação a existência de chamas sob a asa esquerda. Em seguida, a tripulação comunica falha no motor nº 2.
A aeronave prossegue o voo em baixa altitude. O comandante comunica que seguiria para Le Bourget (aeroporto mais próximo) para tentar um pouso de emergência. O Concorde perde altura e ruma para a comunidade parisiense de Gonesse.
A asa esquerda começa a ser tomada mais drasticamente pelas chamas, comprometendo seriamente os comandos de voo, além da perda de potência dos motores e o avião vai se inclinando para este lado. Apesar dos esforços dos pilotos, o voo 4590 cai em um hotel de Gonesse. As 109 pessoas a bordo do avião e mais 4 no hotel morrem.
O voo 4590 durou aproximadamente 80 segundos (entre 14h43m13s e 14h44m31s).
As caixas pretas foram localizadas 4 horas após o acidente, tendo sido recuperadas todas as informações registradas tanto de gravação de voz (CVR-Cockpit Voice Recorder) quanto de dados de voo (FDR-Flight Data Recorder). Havia ainda um terceiro dispositivo de gravação de dados de voo (QAR-Quick Access Recorder), não protegido, para utilização de rotina pela Air France e cujas informações foram parcialmente recuperadas e comparadas com os dados do FDR.
Apurou-se nas investigações que a ruptura do tanque ocorreu durante a decolagem, tendo sido causada pelo violento choque de um pedaço do pneu nº 2 (localizado no trem de pouso principal esquerdo) que estourou devido a uma peça de um DC-10 da companhia Continental, caída na pista do aeroporto Charles de Gaulle. Logo em seguida houve perda de potência no motor nº 2 e em seguida no motor nº 1. O DC-10 havia decolado cinco minutos antes do Concorde. Após 18 meses de investigações, foi apresentado o relatório final sobre o acidente.

## Relatório final

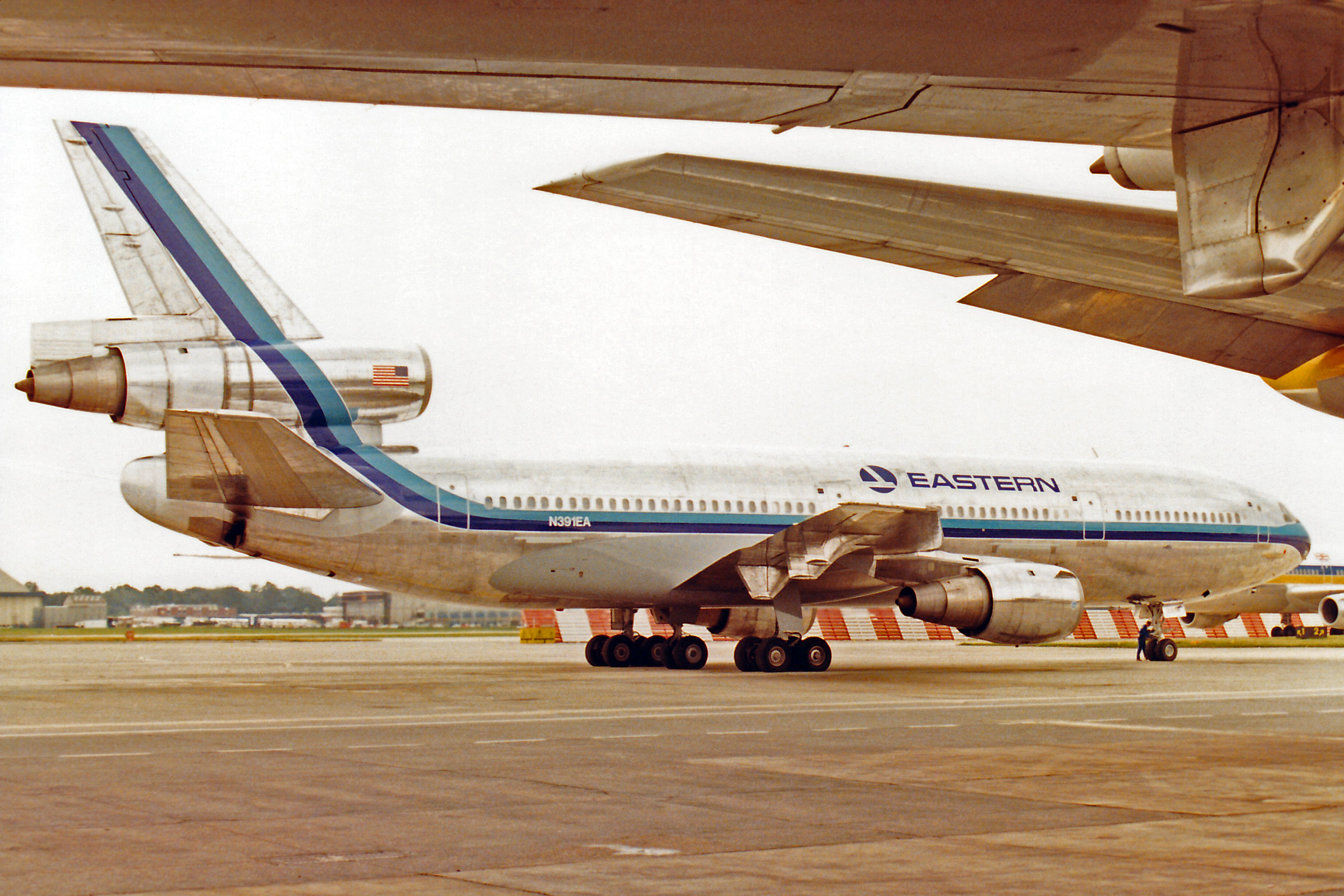
O DC-10 prefixo N13067, cuja peça desprendida na pista danificou um pneu do Concorde, causa inicial do acidente.

Em janeiro de 2002 o BEA (sigla em francês de Escritório de Investigações e Análises), agência do governo francês responsável pela investigação de acidentes aéreos na aviação civil, emitiu o Relatório Oficial Final do acidente.
Fazem parte deste relatório 12 Anexos que foram também disponibilizados pelo BEA.
A conclusão foi que a causa inicial não teve relação com a própria aeronave. Segundo o relatório, na sua Seção 3.2, foram três as prováveis causas:
- passagem em alta velocidade de um dos pneus sobre uma peça que se desprendeu de uma outra aeronave que havia decolado antes do Concorde.

Durante as investigações apurou-se que, cinco minutos antes do Concorde, um DC-10 da companhia Continental, de prefixo N13067 havia também decolado na mesma pista e sentido. Na decolagem do DC-10, uma peça de metal de 43 cm de comprimento se soltou da carcaça de proteção do reversor de seu motor direito (motor nº 3) e caiu na pista. Quando o Concorde estava a 85 m/s (306 km/h), instantes antes da decolagem, o pneu nº 2, localizado no trem de pouso principal esquerdo, atingiu a peça de metal caída na pista. O pneu explodiu e um pedaço de borracha de 4,5 kg atingiu a asa esquerda da aeronave, onde se localizava o reservatório de combustível nº 5. A velocidade deste impacto, calculada considerando a rotação do pneu e a energia liberada na sua explosão, foi de 140 m/s (504 km/h).
- ruptura de uma grande parte do tanque de combustível, causada pelo impacto do pedaço do pneu, que provocou uma deformação na sua superfície externa e consequente movimento do combustível, gerando um violento golpe de pressão hidrodinâmica.

O tanque de combustível não se rompeu no mesmo ponto em que foi atingido pelo pedaço do pneu. O impacto contra a superfície do tanque criou uma onda de choque no combustível, que se propagou a uma velocidade aproximada da do som em um meio líquido (1 400 m/s)  e como o reservatório estava completamente cheio, causou uma elevação brusca da pressão hidrostática interna, da ordem de 200 bar (197,4 atmosferas) que provocou sua ruptura e consequente vazamento do combustível. A ruptura do tanque não ocorreu no mesmo ponto do impacto, por um processo de transmissão de energia hidrostática.
- Ignição do combustível liberado do tanque, por arcos elétricos gerados no alojamento do trem de pouso ou através do contato com partes quentes do motor com consequente propagação das chamas, provocando um grande incêndio sob a asa da aeronave com a significativa perda de empuxo do motor 2 e em seguida do motor 1.[nota 13]

O combustível liberado pela ruptura do tanque entrou em combustão por motivos não claramente explicados na investigação. O relatório menciona três prováveis causas:
- explosão do motor pela ingestão de fragmentos, provocando chamas na direção da entrada de ar.
- arco elétrico gerado pela ruptura dos fios na área do trem de pouso.
- contato do combustível com partes quentes do motor.

Adicionalmente, a impossibilidade de recolher o trem de pouso provavelmente contribuiu para o confinamento e permanência das chamas durante todo o voo.
A tripulação tentou um pouso de emergência no aeroporto mais próximo (Le Bourget) mas a aeronave, sem potência nos motores 1 e 2, não conseguiu ganhar altura e velocidade. Após a perda de potência também dos motores 3 e 4, a aeronave caiu sobre um hotel, próximo à junção das rodovias N17 e D902, a 9,5 km da cabeceira da pista em que havia decolado.
Após a conclusão das investigações das causas do acidente, o Concorde passou por diversas modificações técnicas, que foram recomendadas pelo BEA.
Quinze meses depois, voltou ao serviço comercial. Porém, em 10 de abril de 2003, Air France e British Airways decidiram em consenso encerrar os voos comerciais do Concorde em razão do aumento dos custos de manutenção e do insuficiente número de passageiros em seus voos. A Air France encerrou as operações comerciais com o Concorde em 31 de maio de 2003 e a British Airways em 24 de outubro do mesmo ano.

## Ação judicial
Uma corte francesa condenou em 6 de dezembro de 2010, a Continental Airlines e um de seus mecânicos por homicídio culposo pela participação no acidente.
O mecânico-soldador John Taylor foi condenado a 15 meses de prisão e a Continental ao pagamento de multa de 200 mil euros às famílias das vítimas. A Continental qualificou de absurda a decisão e anunciou que iria entrar com recurso.
 Os promotores franceses responsabilizaram a companhia aérea pela queda na pista da peça metálica de sua aeronave, que decolara minutos antes do Concorde e que, segundo o relatório final do BEA, teria sido a causa inicial do acidente. O encarregado de manutenção da Continental, Stanley Ford foi inocentado.
Entretanto, em 29 de novembro de 2012, o tribunal francês recuou naquelas decisões e isentou a companhia norte-americana de qualquer culpa no acidente, acatando o recurso dos norte-americanos, cujo argumento era que o avião já teria irrompido em chamas antes de atingir o pedaço de metal e que a Continental estava a ser usada como bode expiatório para proteger a indústria de aviação francesa.

## Memorial
Um monumento em homenagem às vítimas do acidente foi estabelecido em Gonesse. Ele consiste em um pedaço de vidro transparente com um pedaço de uma asa de avião que se projeta. Outro monumento, um memorial de 6 000 metros quadrados (65 000 pés quadrados) cercado com topiaria plantada em forma de Concorde, foi estabelecido em 2006 em Mitry-Mory, ao sul do Aeroporto Charles de Gaulle.

## Documentários
A linha do tempo e as causas do acidente foram descritas no episódio de estreia da série de documentários da National Geographic Seconds From Disaster ("Segundos Fatais" no Brasil").
O acidente e a investigação subsequente foram apresentados no 7º episódio da 14ª temporada do documentário canadense Mayday (também conhecido como Air Crash Investigation) intitulado "Concorde: Up in Flames" ("Concorde em Chamas" no Brasil), transmitido pela primeira vez em janeiro de 2015.